# Thor (2011.)
Thor je film iz 2011. godine redatelja Kennetha Branagha.
Baziran na temelju Thora, liku Marvel Comicsa inspiriran istoimenim Bogom u nordijskoj mitologiji. To je četvrti film u Marvel Cinematic Universeu, Chris Hemsworth glumi glavnog lika. Ostali glumci su Natalie Portman, Tom Hiddleston, Stellan Skarsgård, Colm Feore, Ray Stevenson, Idris Elba, Kat Dennings, Rene Russo, Anthony Hopkins, Tadanobu Asano, Joshua Dallas i Jaimie Alexander.
U filmu Thora, nakon što je pokazao svoju aroganciju otvaranjem novog sukoba s Ledenim Divovima, Odin ga progna i pošalje u Midgard. Dok pokušava pronaći put natrag u Asgard, Thor upoznaje Jane Foster i njezin tim, i pokušava zaustaviti planove svog zlog brata Lokija, koji je preuzeo prijestolje Asgarda. Scenu nakon odjavne špice filma režirao je Joss Whedon.

## Radnja
U 965. Odin, kralj Asgarda, intervenirao je sa svojim ratnicima protiv Ledenih divova, s namjerom osvajanja Devet svjetova počevši od Zemlje. Nakon pobjede u ratu, Odin je prisilio njihovog kralja Laufeya da se preda i lišio ga "Lijesa drevnih zima", izvora njegove moći, i njegovog sina, novorođenog Lokija kojeg je Odin kasnije usvojio kao vlastitog sina. Tisućljeće kasnije, neki Ledeni divovi uspijevaju ući u Asgard prevladavajući budnost Heimdalla, čuvara Bifrosta, teleportacije koja vodi od Asgarda do drugih svjetova, pokušavaju vratiti Lijes, ali ih eliminira čuvar, Destroyer. Njihova akcija prekida krunidbenu ceremoniju Thora, kralja Asgarda, ratnik naoružan snažnim čekićem Mjollnirom. Thor putuje u Jotunheim protiv očeve volje, uključujući Lokija, Lady Sif i tri ratnika, Volstagga, Fandrala i Hoguna. Thor sudjeluje u borbi protiv Ledenih divova, i samo intervencija Odina sprječava nastavljane sukoba, ali zakasni jer je primirje između dva naroda ugroženo. Iziritiran ponašanjem svog sina, Odin ga odlučuje protjerati iz Asgarda, napuštajući ga na Zemlji, oduzimajući mu moć kojom je obdaren. Thor se nalazi u Novom Meksiku gdje ga spašavaju astrofizičari Jane Foster i Erik Selvig te pripravnica Darcy Lewis. U međuvremenu, Thorov čekić je pronađen u Novom Meksiku, a S.H.I.E.L.D. gradi istraživački centar oko njega.
Nakon saznanja o prisutnosti čekića, Thor ulazi u bazu, gdje se upušta u borbu s agentima S.H.I.E.L.D.-a dok ga agent Clint Barton drži na nišanu. Thor pokušava izvaditi čekić, ali bezuspješno, biva blokiran i uhvaćen. U međuvremenu u Asgardu, Odina iznenađuje Lokijeva promjena kože u plavo kad dodatke Lijes. Odin otkriva njegovo podrijetlo: Loki je Laufeyjev sin, napušten kao dijete jer je bio premalen i mršav. Njih dvojica stoga imaju žestoku raspravu. Odin, tugujući za svime što se dogodilo ga iscrpi i pada u "Odinov san". Loki koristi priliku da preuzme vlast, a zatim se spušta na Zemlju, govoreći Thoru da je Odin mrtav i da je on novi kralj Asgarda. Thora biva odveden iz baze S.H.I.E.L.D.-a do Erika Selviga. U međuvremenu, Sif i tri ratnika putuju na Zemlju kako bi vratili Thora u Asgard, prekršivši zapovijedi Lokija, koji, nakon što je saznao za njihovu i Heimdallovu izdaju, prvo ih zamrzne, a zatim pošalje Destroyera na Zemlju da ubije Thora.
Nakon što Destroyer porazi trojicu ratnika i Saifa, Thor se odluči žrtvovati kako bi izbjegao uključivanje drugih nevinih ljudi. Ovim činom altruizma Mjollnir se konačno može vratiti Thoru, koji vraća svoje moći i ruši Destroyera, a zatim se vraća u Asgard zahvaljujući Heimdallu, koji se u međuvremenu uspio osloboditi. Loki je u međuvremenu sklopio pakt s Laufeyem, koji će dobiti Lijes ako ubije Odina tijekom sna. U stvarnosti, ovo je također zamka koju je postavio Loki, spašavajući svog oca i ubijajući Laufeya ispred Frigge. Vraćajući se u Asgard, Thor se upušta u borbu s Lokijem, koji počinje uništavati Jotunheim koristeći moć Bifrosta. Da bi to spriječio, Thor koristi Mjollnir kako bi uništio pristup Bifrostu, znajući da više neće moći vidjeti Jane; tijekom uništenja mosta, dva brata ponovno se bore, sve dok ne padnu u prazninu, ali ih Odin spašava. Nakon što je uzalud pokušavao objasniti svoje razloge svom ocu, Loki dopušta sebi da padne u prazninu. Mir se vraća u Asgard, ali Thor tužno misli na Jane i njenog brata Lokija.
Na kraju, Erika Selviga kontaktira Nick Fury, direktor S.H.I.E.L.D.-a, koji mu pokazuje Tesseract, neograničen izvor energije. Selvig, koji je zapravo pod utjecajem Lokija, pristaje proučavati objekt.

## Glumci
- Chris Hemsworth kao Thor: Bog groma, arogantni ratnik Asgarda. Na Zemlji lik usvaja ime Donald Blake koji je u stripovima njegov ljudski alter ego.
  - Dakota Goyo je Thor kao dijete.
- Natalie Portman kao Jane Foster: znanstvenica koja se zaljubi u Thora. Za razliku od stripa, lik ne igra ulogu medicinske sestre.
- Tom Hiddleston kao Loki: Bog obmane, Thorov posvojeni brat i njegov neprijatelj.
  - Ted Allpress je Loki kao dijete.
- Stellan Skarsgård kao Erik Selvig: znanstvenik, suradnik Jane Foster.
- Colm Feore kao Laufey: kralj Ledenih Divova, biološki otac Lokija.
- Ray Stevenson kao Volstagg: član Tri Ratnika, Thorov vječni prijatelj.
- Idris Elba kao Heimdall: čuvar mosta Bifrost u Asgardu. Za razliku od stripa, lik je crn.
- Kat Dennings kao Darcy Lewis: diplomirani politolog, pripravnica i ujedno prijateljica Jane Foster.
- Rene Russo kao Frigga: Thorova majka i Lokijeva posvojiteljica.
- Anthony Hopkins kao Odino: kralj Asgarda, Thorov otac i Lokijev posvojitelj.
- Tadanobu Asano kao Hogun: jedan od Tri Ratnika, Thorov prijatelj.
- Joshua Dallas kao Fandral: jedan od Tri Ratnika prijatelj Thora i okretni mačevalac.
- Jaimie Alexander kao Lady Sif: Thorova prijateljica iz djetinjstva.
- Clark Gregg kao Phil Coulson: agent S.H.I.E.L.D.-a. Gregg je prethodno igrao ulogu u Iron Manu i Iron Manu 2.
- Jeremy Renner kao Clint Barton/Hawkeye: S.H.I.E.L.D.-ov agent vješt u korištenju lukova i strijela.

### Cameo
- Samuel L. Jackson kao Nick Fury: direktor S.H.I.E.L.D.-a, protagonist scene nakon završne špice filma. Jackson je također igrao ulogu u Iron Manu, Iron Manu 2 i Kapetan Amerika: Prvi ratnik.
- Stan Lee sukreator lika, on glumi vozača kamioneta koji pokušava izvući Mjollnir iz kratera pomoću lanaca.
- J. Michael Straczynski poznati scenarist stripa i autor priče o filmu, glumi vozača kamiona koji prvi pronalazi i pokušava izvući Mjollnir iz kratera.
- Walt Simonson povijesni autor stripa, vrlo se kratko pojavljuje pored Lady Sif u jednoj od posljednjih sekvenci.
- Adriana Barraza ona igra malu ulogu Isabel Alvarez, vlasnice prenoćišta gdje Thor, Jane, Erik i Darcy idu piti i jesti.
- Maximiliano Hernández ima malu ulogu S.H.I.E.L.D.-ovog agenta Jaspera Sitwella.

## Produkcija
Prvi redatelj kojem se obratio za filmsku adaptaciju Thora je Sam Raimi, koji pokušava da film producira 20th Century Fox. Ideja Raimija bila je snimiti ga nakon Darkmana (1990.), ali projekt je napušten. Nakon uspjeha filmova Blade (1998.) i X-Men (2000.), Marvel Studios odlučio je iskoristiti lik Thora za TV film, za UPN mrežu. Pripremljen je scenarij i glumac Tyler Mane ulazi u pregovore kako bi se lažno predstavio kao protagonist. Projekt je napušten, a Marvel Studios je traži potporu Artisan Entertainmenta za snimanje filma. Unatoč tome, projekt nije realiziran.
Sony Pictures je 2004. godine otkupio prava na lik i programirao film koji je napisao i režirao David S. Goyer, koji kasnije izlazi iz projekta. Godine 2007. prava na lik prodana su Paramount Picturesu uz produkciju Marvel Studios, a kao scenarist Marka Protosevicha. Matthew Vaughn tada je angažiran kao redatelj i scenarist, Marvel Studios objavljuje datum izlaska za 2010. godinu. Godine 2008. istječe ugovor s Matthewom Vaughnom i redatelj napušta projekt. Marvel Studios traži novog redatelja dok Mark Protosevich ponovno ispravlja scenarij.
U prosincu 2008. redatelj Kenneth Branagh potvrdio je da se prijavio za režiju Thora. Marvel Studios odgađa datum izlaska za 17. lipnja 2011. godine. Nešto kasnije datum je pomaknut za 20. svibnja 2011.
Nakon toga, datum izlaska ponovno se mijenja za 6. svibnja 2011.

### Snimanje
Snimanje je započelo 25. siječnja 2010. godine, a odvijalo se u zvučnim kulisama Marvel Studija, na kalifornijskoj plaži Raleigh Studija i u Novom Meksiku. Snimanje završava 7. svibnja 2010.

## Glazba
Soundtrack filma skladao je Patrick Doyle.
Soundtrack uključuje i pjesmu Walk banda Foo Fighters.

## Promocija
Prva službena slika Chrisa Hemswortha kao Thora objavljena je na internetu 30. travnja 2010. godine. Između 14. srpnja 2010. i 19. srpnja objavljene su i druge fotografije na kojima se vide drugi likovi, uključujući Lokija.
Petominutni trailer prikazan je na Comic-Conu u San Diegu, 29. srpnja 2010. snimka je ilegalno završila na internetu, ali je odmah povučena.
11. prosinca 2010. prvi službeni trailer objavljen je na internetu.
Prva reklama pokrenuta je 7. veljače 2011. dok 18. veljače izlazi novi trailer.
Marvel je također snimio reklamu za film temeljenu na popularnoj televizijskoj reklami Volkswagen Passat (u kojoj se dijete pretvara da je Darth Vader).

## Distribucija
Film, distribuiran u 3D, objavljen je u Sjedinjenim Američkim Državama 6. svibnja 2011., dok je u Hrvatskoj objavljen 28. travnja 2011.

## Ostali mediji

### Crtani film
Kako bi promovirao film, Marvel Studios objavio je animirani film Thor: Tales of Asgard.

### Videoigra
SEGA je objavila videoigru Thor: God of Thunders koja se temelji na filmu.

## Nastavci

### Thor: Svijet tame
Prvi nastavak, Thor: Svijet tame, redatelja Alana Taylora, objavljen je 8. studenog 2013. Hemsworth, Hiddleston i Portman ponovili su svoje uloge, zajedno s drugima iz prvog filma. Zachary Levi zamijenio je Dallasa kao Fandral, dok se Christopher Eccleston pridružio glumačkoj postavi kao Mračni vilenjak Maletkith.

### Thor: Ragnarok
Drugi nastavak, Thor: Ragnarok objavljen 3. studenog 2017., u režiji Taika Waititija. Eric Pearson i Craig Kyle & Christopher Yost napisali su scenarij, s Kevinom Feigeom kao producentom. Hemsworth, Hiddleston, Hopkins, Elba, Asano, Levi i Stevenson ponovili su svoje uloge Thora, Lokija, Odina, Heimdalla, Hoguna, Fandrala i Volstagga, dok su se Mark Ruffalo i Benedict Cumberbatch pojavili kao Bruce Banner / Hulk i Stephen Strange / Doctor Strange, ponavljajući svoje uloge iz prethodnih MCU filmova. Cate Blanchett, Tessa Thompson, Jeff Goldblum i Karl Urban pridružili su se glumačkoj postavi kao Hela, Valkyria, Grandmaster i Skurge.

### Thor: Love and Thunder
Treći nastavak pod nazivom Thor: Love and Thunder trebao bi biti objavljen 6. svibnja 2022. Hemsworth i Thompson reprizirat će svoje uloge, a Natalie Portman vraća se nakon što se nije pojavila u drugom nastavku Thor: Ragnarok. Portman će reprizirati svoj lik Jane Foster kako preuzima Thorov plašt, sličan kao u stripovima.

## Vanjske poveznice
- Službena stranica marvel.com
- Thor u internetskoj bazi filmova IMDb-a
- Thor (2011.) na Box Office Mojo